# Black Rob
Black Rob (* 8. Juni 1968 in Buffalo, New York als Robert Ross; † 17. April 2021 in Atlanta, Georgia) war ein US-amerikanischer Rapper.

## Leben
Ross wuchs in Harlem auf und begann mit elf oder zwölf Jahren mit dem Rappen. Musikalisch beeinflusst wurde er unter anderem durch Spoonie Gee, Doug E. Fresh und Slick Rick. Mit 22 gründete er seine erste Rapgruppe, The Schizophrenics, die jedoch keine Musik veröffentlichten. Zu dieser Zeit war er unter dem Pseudonym „Bacardi Rob“ bekannt.
1996 knüpfte er Kontakt zum Label Bad Boy von Sean Combs. Seine erste Veröffentlichung war ein Gastauftritt auf einem Remix des Songs Come See Me von 112. Anschließend hatte er weitere Gastauftritte, unter anderem bei Totals What About Us, Faith Evans’ Love Like This, Mases 24 Hrs. to Live und auf Alben von Puff Daddy & the Bad Boy Family und The Notorious B.I.G.
2000 erschien seine Debütsingle Whoa!, die von Buckwild produziert wurde. Mit einer Chartplatzierung auf Platz 43 in den Billboard Hot 100 wurde sie sein größter Erfolg. Im selben Jahr folgte auch sein Debütalbum Life Story, auf dem unter anderem Puff Daddy, Lil’ Kim und Jennifer Lopez als Gäste vertreten waren. In den Vereinigten Staaten wurde es von der RIAA mit Platin ausgezeichnet.
Anschließend war er weiterhin auf Veröffentlichungen von P. Diddy, wie sich Combs zu jener Zeit nannte, und G. Dep vertreten, konnte aber keine weitere Hit-Single als Solokünstler landen. Mit seinen Featurings bei Bad Boy for Life und Let’s Get It feierte er jedoch an der Seite von P. Diddy zwei weitere Single-Chartplatzierungen.
2005 erschien mit The Black Rob Report sein zweites Soloalbum, das Platz 40 der Billboard 200 erreichte, aber ebenfalls nicht an die alten Erfolge anknüpfen konnte.
2006 wurde Black Rob verhaftet und zu sieben Jahren Gefängnis verurteilt. Bereits 2004 war er in einem Verfahren wegen schweren Diebstahls zu zwei bis sechs Jahren Haft verurteilt worden, nachdem er sich schuldig bekannt hatte, Beute eines Hoteldiebstahls im Wert von 6000 US-Dollar in seinem Besitz zu haben. Da er einem erneuten Verfahren zur endgültigen Festlegung der Haftstrafe selbstverschuldet fernblieb, wurde er inhaftiert. Im Mai 2010 wurde er entlassen und bereits zwei Stunden später vom Hip-Hop-Magazin BET interviewt.
Nach dem Gefängnisaufenthalt zerbrach die Geschäftsbeziehung mit P. Diddy endgültig. Mit Duck Down fand er ein neues Label, wo 2011 sein drittes Album Game Tested, Streets Approved erschien.
2015 nahm er an einer Staffel der Reality-Serie Come Back Kings mit Ed Lover, Calvin Richardson, David „Davinch“ Chance (Ruff Endz), Jeff Sanders, Jameio, Mr. Cheeks and Horace Brown teil. Im selben Jahr erschien sein viertes Album Genuine Article.
Am 17. April 2021 starb er im Alter von 51 Jahren an Nierenversagen.

## Diskografie

### Alben
| Jahr | Titel Musiklabel                        | Höchstplatzierung, Gesamtwochen, AuszeichnungChartplatzierungen (Jahr, Titel, Musiklabel, Platzierungen, Wochen, Auszeichnungen, Anmerkungen) | Höchstplatzierung, Gesamtwochen, AuszeichnungChartplatzierungen (Jahr, Titel, Musiklabel, Platzierungen, Wochen, Auszeichnungen, Anmerkungen) | Höchstplatzierung, Gesamtwochen, AuszeichnungChartplatzierungen (Jahr, Titel, Musiklabel, Platzierungen, Wochen, Auszeichnungen, Anmerkungen) | Höchstplatzierung, Gesamtwochen, AuszeichnungChartplatzierungen (Jahr, Titel, Musiklabel, Platzierungen, Wochen, Auszeichnungen, Anmerkungen) | Höchstplatzierung, Gesamtwochen, AuszeichnungChartplatzierungen (Jahr, Titel, Musiklabel, Platzierungen, Wochen, Auszeichnungen, Anmerkungen) | Anmerkungen                                  |
| Jahr | Titel Musiklabel                        | DE | AT | CH | UK | US | Anmerkungen                                  |
| ---- | --------------------------------------- | --- | --- | --- | --- | --- | -------------------------------------------- |
| 2000 | Life Story Bad Boy Records              | — | — | — | — | US3 Platin · (19 Wo.)US | Erstveröffentlichung: 7. März 2000           |
| 2005 | The Black Rob Report Bad Boy Records    | — | — | — | — | US40 (3 Wo.)US | Erstveröffentlichung: 18. Oktober 2005       |
| 2011 | Game Tested, Streets Approved Duck Down | — | — | — | — | — | Erstveröffentlichung: 26. Juli 2011          |
| 2015 | Genuine Article Slimstyle               | — | — | — | — | — | Erstveröffentlichung: 17. April 2015 Mixtape |

### Singles
| Jahr | Titel Album                           | Höchstplatzierung, Gesamtwochen, AuszeichnungChartplatzierungen (Jahr, Titel, Album, Platzierungen, Wochen, Auszeichnungen, Anmerkungen) | Höchstplatzierung, Gesamtwochen, AuszeichnungChartplatzierungen (Jahr, Titel, Album, Platzierungen, Wochen, Auszeichnungen, Anmerkungen) | Höchstplatzierung, Gesamtwochen, AuszeichnungChartplatzierungen (Jahr, Titel, Album, Platzierungen, Wochen, Auszeichnungen, Anmerkungen) | Höchstplatzierung, Gesamtwochen, AuszeichnungChartplatzierungen (Jahr, Titel, Album, Platzierungen, Wochen, Auszeichnungen, Anmerkungen) | Höchstplatzierung, Gesamtwochen, AuszeichnungChartplatzierungen (Jahr, Titel, Album, Platzierungen, Wochen, Auszeichnungen, Anmerkungen) | Anmerkungen                                                               |
| Jahr | Titel Album                           | DE | AT | CH | UK | US | Anmerkungen                                                               |
| ---- | ------------------------------------- | --- | --- | --- | --- | --- | ------------------------------------------------------------------------- |
| 1997 | Nothin’ Move But the Money (Remix) –  | — | — | — | — | US70 (6 Wo.)US | Erstveröffentlichung: 1997 Mic Geronimo feat. DMX & Black Rob             |
| 1998 | Got Ya Back A Dream Come True         | — | — | — | — | — | Erstveröffentlichung: 1998 Drea feat. Black Rob                           |
| 2000 | Whoa! Life Story                      | — | — | — | UK44 (2 Wo.)UK | US43 (17 Wo.)US | Erstveröffentlichung: 15. Februar 2000                                    |
| 2000 | Espacio Life Story                    | — | — | — | — | — | Erstveröffentlichung: 2000 feat. Lil’ Kim                                 |
| 2001 | Let’s Get It The Saga Continues …     | — | — | — | — | US80 (9 Wo.)US | Erstveröffentlichung: 2001 P. Diddy feat. Black Rob & Mark Curry          |
| 2001 | Bad Boy For Life The Saga Continues … | DE6 (12 Wo.)DE | AT41 (9 Wo.)AT | CH20 (19 Wo.)CH | UK13 Silber · (6 Wo.)UK | US33 (12 Wo.)US | Erstveröffentlichung: 27. November 2001 P. Diddy feat. Black Rob & G. Dep |
| 2005 | Ready The Black Rob Report            | — | — | — | — | — | Erstveröffentlichung: 2005                                                |